# Cunaripo
Cunaripo es una localidad de Trinidad y Tobago, que forma parte de la región de Sangre Grande.

## Geografía
La localidad abarca parte de la isla Trinidad y limita al norte con Guaipo, al sur con Tamana, al este con Maraj Hill y Coal Mine y al oeste con Cumuto y Howsen Village.

## Demografía
Datos demográficos de la localidad de Cunaripo:
| Gráfica de evolución demográfica de Cunaripo entre 2000 y 2011 |
|                                                                |